# إلدون جونسون
إلدون جونسون هو سياسي أمريكي، ولد في 16 أغسطس 1930 في ويست بوينت في الولايات المتحدة، وتوفي في 4 سبتمبر 2015. نشط حزبياً في الحزب الجمهوري. وقد انتخب عضو مجلس نواب أوريغون ‏.